# Nyírmihálydi
Nyírmihálydi är en ort i Ungern.   Den ligger i provinsen Szabolcs-Szatmár-Bereg, i den nordöstra delen av landet, 220 km öster om huvudstaden Budapest. Nyírmihálydi ligger 151 meter över havet och antalet invånare är 1 997.
Terrängen runt Nyírmihálydi är mycket platt. Runt Nyírmihálydi är det ganska glesbefolkat, med 38 invånare per kvadratkilometer. Närmaste större samhälle är Nyíradony, 5,8 km sydväst om Nyírmihálydi. Omgivningarna runt Nyírmihálydi är en mosaik av jordbruksmark och naturlig växtlighet.